# Списак дела Леонарда да Винчија
Италијански полиматичар Леонардо да Винчи (1452–1519) био је оснивач високе ренесансе и показао је огроман утицај на касније уметнике. Само око осам великих дела — Поклонство мудраца, Свети Јероним, Луврска Богородица на стенама, Тајна вечера, плафон Сала деле Ассе, Богородица са дететом са Светом Аном и Светим Јованом Крститељем, Богородица са дететом са Светом Аном и Мона Лизом — универзално му се приписују и у прошлости су изазвале мало или нимало контроверзи. Десет додатних дела се сада увелико приписује његовом опусу, иако је већина раније изазивала значајне контроверзе или сумње: Благовести, Богородица од каранфила, Крштење Христово (са његовим учитељем, Верокиом), портрет Гиневре де Бенчи, Мадона Беноа, Портрет музичара (уз могућу студијску асистенцију), Дама са хермелином, Прелепа Фероњера, Лондонска Девица на стенама (уз студијску асистенцију), Портрет Изабеле д'Есте и Светог Јована Крститеља.
Остале атрибуције су компликованије. Чини се да већина научника приписује La Scapigliata-у, али неки истакнути стручњаци ћуте о том питању. Приписивање Спаситеља света остаје изузетно контроверзно, иако се донекле сигурно може приписати Леонарду, пошто се спор првенствено усредсређује око тога да ли је Леонардо створио већину дела или је само помогао члану свог студија. Мали број сачуваних слика делом је последица Леонардовог често катастрофалног експериментисања са новим техникама и његовог хроничног одлагања, што је резултирало многим недовршеним делима. Поред тога, сматра се да је Леонардо створио још много дела која су сада изгубљена, иако су за неке сачувани записи и копије.
Сачувано је једанаест рукописа његових белешки и цртежа, на хиљаде страница. Постоје бројни други радови са спорним приписивањем Леонарду, од којих ниједан још није добио темељно научно одобрење.

## Главна сачувана дела
- Сараднички рад
       - Могући сараднички рад
| Универзално прихваћен | Једногласно прихваћени радови                                                   |
| Широко прихваћена     | Прихваћен од стране велике већине савремених научника; контроверзна у прошлости |
| Опште је прихваћено   | Прихваћен од стране већине савремених научника; још увек контроверзна           |

| Sort alphabetically                                              | Sort by earliest possible date | Sort alphabetically                                                         | Sort by size                        | Sort by city first                                |
| ---------------------------------------------------------------- | --- | --------------------------------------------------------------------------- | ----------------------------------- | ------------------------------------------------- |
| Благовести                                                       | око 1472–1476 | Уље и темпера на дасци тополе                                               | 98 cm × 217 cm 39 in × 85 in        | Уфици, Фиренца                                    |
|                                                                  | Широко прихваћено Генерално се сматра да је то најраније сачувано Леонардово дело. Традиционално се приписује Верокију до 1869. Сада се скоро универзално приписује Леонарду. Приписивање предложио Липхарт; прихватили Боде, Лубке, Милер-Валде, Беренсон, Кларк, Голдшајдер и други. |                                                                             |                                     |                                                   |
| Мадона са каранфилом                                             | око 1472–1478 | Уље на панелу тополе                                                        | 62 cm × 475 cm 24 in × 187 in       | Стара пинакотека, Минхен                          |
|                                                                  | Широко прихваћено Уопштено прихваћено као Леонардово, али има нешто пресликавања вероватно фламанског уметника. |                                                                             |                                     |                                                   |
| Крштење Христово                                                 | око 1474–1478 | Уље на панелу тополе                                                        | 177 cm × 151 cm 70 in × 59 in       | Уфици, Фиренца                                    |
|                                                                  | Широко прихваћено као Верокијево и Леонардово Сликао углавном Андреа дел Верокио; Леонардови доприноси укључују анђела на левој страни, неке од позадинских пејзажа и Христов торзо. |                                                                             |                                     |                                                   |
| Портрет Гиневре де Бенчи                                         | око 1474–1480 | Уље на панелу тополе                                                        | 38,8 cm × 367 cm 15,3 in × 144,5 in | Национална галерија уместности, Вашингтон         |
|                                                                  | Широко прихваћено Иако је у прошлости било контроверзно, модерна наука нашироко приписује дело Леонарду. Атрибуција даме са хермелином иде у прилог атрибуцији ове слике. |                                                                             |                                     |                                                   |
| Мадона са цвећем                                                 | око 1478–1481 | Уље на дрвеној плочи, пренето на платно                                     | 49,5 cm × 33 cm 19,5 in × 13,0 in   | Ермитаж, Санкт Петербург                          |
|                                                                  | Широко прихваћена |                                                                             |                                     |                                                   |
| Поклањање мудраца (незавршено)                                   | око 1478–1482 | Уље (подслика) на дрвеној плочи                                             | 240 cm × 250 cm 94 in × 98 in       | Уфици, Фиренца                                    |
|                                                                  | Универзално прихваћено Форензичка и научна анализа Мауриција Серацинија сада доказује да су најмање два слоја лака, углавном у доњој половини слике, наношена у 18.–19. веку. |                                                                             |                                     |                                                   |
| Свети Јероним(незавршено)                                        | око 1480–1490 | Темпера и уље на плочи од ораха                                             | 103 cm × 75 cm 41 in × 30 in        | Ватикански музеји, Ватикан                        |
|                                                                  | Универзално прихваћено |                                                                             |                                     |                                                   |
| Мадона Лита                                                      | око 1481–1495 | Темпера (и уље) на панелу тополе                                            | 42 cm × 33 cm 17 in × 13 in         | Ермитаж, Санкт Петербург                          |
|                                                                  | Традиционално прихваћено Мартин Кемп тврди да је Национална галерија у Лондону изложила Мадону Литу на позајмицу из Ермитажа као аутограм, иако су кустоси галерије веровали да је то урадио ученик Ђовани Антонио Болтрафио. |                                                                             |                                     |                                                   |
| Мадона на стенама                                                | око 1483–1493 | Уље на дрвеној плочи, пренето на платно                                     | 199 cm × 122 cm 78 in × 48 in       | Лувр, Париз                                       |
|                                                                  | Универзално прихваћено |                                                                             |                                     |                                                   |
| Портрет музичара (незавршено)                                    | око 1483–1487 | Уље (и темпера?) на ораховом панелу                                         | 45 cm × 32 cm 18 in × 13 in         | Амброзијанска библиотека, Милано                  |
|                                                                  | Широко прихваћено Широко прихваћено да је Леонардо насликао лице фигуре. Неки научници сугеришу да је тело дело његових ученика, Ђованија Антонија Болтрафија и Ђованија Амброђа де Предиса. |                                                                             |                                     |                                                   |
| Дама са хермелином                                               | око 1489–1491 | Уље на плочи од ораха                                                       | 54 cm × 39 cm 21 in × 15 in         | Музеј Чарториски, Краков                          |
|                                                                  | Широко прихваћено Иако је у прошлости било контроверзно, модерна наука нашироко приписује дело Леонарду. Атрибуција Гиневре де Бенчи иде у прилог атрибуцији ове слике. |                                                                             |                                     |                                                   |
| Портрет даме                                                     | око 1490–1498 | Уље на плочи од ораха                                                       | 62 cm × 44 cm 24 in × 17 in         | Лувр, Париз                                       |
|                                                                  | Широко прихваћено Савремени научници још увек расправљају о атрибуцији и она није тако широко прихваћена као други портрети као што су Гиневра де Бенчи, Портрет музичара и Дама са хермелином. |                                                                             |                                     |                                                   |
| Богородица на стенама(верзија из Лондона)                        | око 1491–1508 | Уље на паркету од тополе                                                    | 189,5 cm × 120 cm 74,6 in × 47,2 in | Национална галерија, Лондон                       |
|                                                                  | Генерално прихваћено Опште прихваћено као постдатирање верзије у Лувру и произведено у сарадњи са Амброђом де Предисом и можда другима. Неки то сматрају делом Леонардове радионице под његовим руководством. Датум није универзално договорен. |                                                                             |                                     |                                                   |
| Тајна вечера                                                     | око 1492–1498 | Темпера на гесу, тони и мастици                                             | 460 cm × 880 cm 180 in × 350 in     | Санта Марија дела Грације, Милано                 |
|                                                                  | Универзално прихваћено |                                                                             |                                     |                                                   |
| Сала деле Асе                                                    | око 1497–1499 | Темпера на гипсу                                                            |                                     | Замак Сфорца, Милано                              |
|                                                                  | Универзално прихваћено |                                                                             |                                     |                                                   |
| Богородица са дететом са Светом Аном и Светим Јованом Крститељем | око 1499–1508 | Угаљ, црна и бела креда на тонираном папиру, монтирана на платну            | 142 cm × 105 cm 56 in × 41 in       | Национална галерија, Лондон                       |
|                                                                  | Универзално прихваћено |                                                                             |                                     |                                                   |
| Портрет Изабеле Д'Есте                                           | око 1499–1500 | Црна и црвена креда, жута пастелна креда на папиру                          | 61 cm × 465 cm 24 in × 183 in       | Лувр, Париз                                       |
|                                                                  | Широко прихваћено Писма документују најмање два портретна цртежа Изабеле д'Есте и, 1501-1506, њене захтеве да се обећани портрет изврши у боји. |                                                                             |                                     |                                                   |
| Мадона са вретеном (Бухлеух Мадона)                              | око 1499–1508 | Уље на плочи од ораха                                                       | 48,9 cm × 368 cm 19,3 in × 144,9 in | Шкотска Национална галерија у Единбургу, Единбург |
|                                                                  | Општеприхваћено као Леонардово дело у сарадњи са другим уметником Документовано је да је Леонардо радио на слици на ову тему у Фиренци 1501. године; изгледа да је испоручено свом покровитељу 1507. Ово и Лансдаунска Мадона су највероватнији кандидати за то дело, али се ни једно ни друго не сматра у потпуности аутограмом. Научно испитивање је открило „упадљиво сложене и сличне” доње цртеже у обе верзије, што сугерише да је Леонардо био укључен у израду оба. Употреба ораховог дрвета сугерише ранији терминус пост куем из 1499. године, пошто су Леонардове миланске слике на овој подлози.. |                                                                             |                                     |                                                   |
| Спаситељ света                                                   | око 1499–1510 | Уље на дрвеној плочи                                                        | 65,6 cm × 454 cm 25,8 in × 178,7 in | Непознато                                         |
|                                                                  | Општеприхваћено Претходно се претпостављало да је каснија копија изгубљене оригиналне слике. Купљен 2005. и рестауриран, само је неколико пута прихваћен као Леонардов оригинал. Пентименти (промене композиције) пронађени су у палцу Христове десне руке и другде, што је показатељ статуса слике као „оригинала“. Слика је поставила нови рекорд продајне цене (450 милиона долара) када је била на аукцији 2017. Метју Ландрус сматра да је то првенствено дело Бернардина Луинија. |                                                                             |                                     |                                                   |
| Мадона са вретеном (Мадона из Лансдауна)                         | око 1501–1508 | Уље на дрвеној плочи (пренето на платно и касније поново положено на панел) | 50,2 cm × 364 cm 19,8 in × 143,3 in | Приватна колекција, град Њујорк                   |
|                                                                  | Генерално прихваћено да је Леонардо радио подцртање |                                                                             |                                     |                                                   |
| Богородица са дететом и Светом Аном                              | око 1501–1519 | Уље на дрвеној плочи                                                        | 168 cm × 112 cm 66 in × 44 in       | Лувр, Париз                                       |
|                                                                  | Универзално прихваћено |                                                                             |                                     |                                                   |
| Мона Лиза (незавршено)                                           | око 1502–1516 | Уље на панелу од памука (тополе).                                           | 76,8 cm × 53 cm 30,2 in × 20,9 in   | Лувр, Париз                                       |
|                                                                  | Универзално прихваћено Цртеж Ђованија Амброђа Фигина који приказује старијег Леонарда са десном руком умиреном тканином и записи о посети Луја д'Арагона из октобра 1517. потврђују извештај о Леонардовој десној руци која је била паралитична у доби од 65 година,што може да укаже зашто је оставио недовршена дела попут Мона Лизе. |                                                                             |                                     |                                                   |
| La Scapigliata(unfinished)                                       | око 1506–1508 | Земља, ћилибар и бело олово на дрвеној плочи                                | 24,7 cm × 21 cm 9,7 in × 8,3 in     | Национална галерија, Парма                        |
|                                                                  | Општеприхваћено |                                                                             |                                     |                                                   |
| Свети Јован Крститељ                                             | око 1507–1516 | Уље на плочи од ораха                                                       | 69 cm × 57 cm 27 in × 22 in         | Лувр, Париз                                       |
|                                                                  | Широко прихваћено Иако је у прошлости било контроверзно, модерна наука нашироко приписује дело Леонарду. Научни докази у другој половини 20. века поткрепили су ову атрибуцију. |                                                                             |                                     |                                                   |

## Рукописи
У следећој табели, налазе се познати рукописи Леонарда да Винчија:
| Sort alphabetically                                                                     | Sort by earliest | Скраћеница | Странице | Sort by city or town first |
| --------------------------------------------------------------------------------------- | --- | --- | --- | --- |
| Атлантски кодекс                                                                        | 1478–1519 | C.A. | 1,119 | Амброзијанска библиотека, Милано |
| Огромни лук (C.A.149b-r/53v-b)                                                          | 12 томова, упоредио вајар Помпео Леони. | 12 томова, упоредио вајар Помпео Леони. | 12 томова, упоредио вајар Помпео Леони. | 12 томова, упоредио вајар Помпео Леони. |
| Виндсдорски кодекс                                                                      | 1478–1518 | W. | 153 | Ројална колекција, Виндсдор |
| Фетус у утроби                                                                          | Ови цртежи су залепљени у албум Помпеа Леонија, вероватно су ушли у енглеску краљевску колекцију у време владавине Карла II, а уклоњени су из повеза у 19. веку. . | Ови цртежи су залепљени у албум Помпеа Леонија, вероватно су ушли у енглеску краљевску колекцију у време владавине Карла II, а уклоњени су из повеза у 19. веку. . | Ови цртежи су залепљени у албум Помпеа Леонија, вероватно су ушли у енглеску краљевску колекцију у време владавине Карла II, а уклоњени су из повеза у 19. веку. . | Ови цртежи су залепљени у албум Помпеа Леонија, вероватно су ушли у енглеску краљевску колекцију у време владавине Карла II, а уклоњени су из повеза у 19. веку. . |
| Кодекс Арундел                                                                          | 1480–1518 | B.L., Arundel MS. or Br.M. | 283 | Британска библиотека, Лондон |
| Ронилачки апарати (B.L.24v)                                                             | | | | |
| Кодекс Тривулзијанус                                                                    | око 1487–1490 | Triv. | 55 (originally 62) | Библиотека Тривулцијана, Замак Сфорца, Милано |
| Листа са цртежом људског профила (Triv.30r)                                             | | | | |
| Codex Forster                                                                           | 1487–1505 | Forster I, II и III (заједно са I1, I2 и II2); раније познати као S.K.M.I, II и III | 354 | Музеј Викторије и Алберта, Лондон |
| Одређивање запремине правилних и неправилних чврстих тела (Forster I.7r)                | Пет џепних свеска повезаних у три тома, овде наведених хронолошким редом: - I2 (Милано, ц. 1487–1490): Расправља о хидрауличном инжењерству, кретању и подизању воде и вечном кретању. - III (Милано, око 1490–1493): Напомене о геометрији, теговима и хидраулици испресецане скицама коњских ногу, шта би могли бити дизајн костима за бал и опис анатомије људске главе. - II1 (Милано, око 1495): Напомене о теорији пропорција и други разни материјал. - II2 (Милано, 1495–1497): Напомене о теорији тегова, вуче, напона и равнотеже. - I1 (Фиренца, 1505): Напомене о мерењу чврстих тела и о топологији. | Пет џепних свеска повезаних у три тома, овде наведених хронолошким редом: - I2 (Милано, ц. 1487–1490): Расправља о хидрауличном инжењерству, кретању и подизању воде и вечном кретању. - III (Милано, око 1490–1493): Напомене о геометрији, теговима и хидраулици испресецане скицама коњских ногу, шта би могли бити дизајн костима за бал и опис анатомије људске главе. - II1 (Милано, око 1495): Напомене о теорији пропорција и други разни материјал. - II2 (Милано, 1495–1497): Напомене о теорији тегова, вуче, напона и равнотеже. - I1 (Фиренца, 1505): Напомене о мерењу чврстих тела и о топологији. | Пет џепних свеска повезаних у три тома, овде наведених хронолошким редом: - I2 (Милано, ц. 1487–1490): Расправља о хидрауличном инжењерству, кретању и подизању воде и вечном кретању. - III (Милано, око 1490–1493): Напомене о геометрији, теговима и хидраулици испресецане скицама коњских ногу, шта би могли бити дизајн костима за бал и опис анатомије људске главе. - II1 (Милано, око 1495): Напомене о теорији пропорција и други разни материјал. - II2 (Милано, 1495–1497): Напомене о теорији тегова, вуче, напона и равнотеже. - I1 (Фиренца, 1505): Напомене о мерењу чврстих тела и о топологији. | Пет џепних свеска повезаних у три тома, овде наведених хронолошким редом: - I2 (Милано, ц. 1487–1490): Расправља о хидрауличном инжењерству, кретању и подизању воде и вечном кретању. - III (Милано, око 1490–1493): Напомене о геометрији, теговима и хидраулици испресецане скицама коњских ногу, шта би могли бити дизајн костима за бал и опис анатомије људске главе. - II1 (Милано, око 1495): Напомене о теорији пропорција и други разни материјал. - II2 (Милано, 1495–1497): Напомене о теорији тегова, вуче, напона и равнотеже. - I1 (Фиренца, 1505): Напомене о мерењу чврстих тела и о топологији. |
| Париски рукописи                                                                        | 1488–1505 | A, B, C, D, E, F, G, H (заједно са H1, H2 и H3), I (укључујући I1 и I2), K (укључујући K1, K2 и K3), L и M | преко 2.500 | Француски институт, Париз |
| Aerial screw (detail of B.83v) Vertically standing bird's-winged flying machine (B.80r) | 12 томова, овде наведених хронолошким редом: - B (1488–1490; 84 листа): Свеска која укључује дизајне летећих машина (укључујући „хеликоптер“), подморницу, централно планиране цркве и ратне машине. - C (1490–91; 28 листова. Недостаје један део.) Трактат о светлости и сенци; такође се расправља о току воде и удараљкама. - А (око 1492): Фрагмент већег рукописа. Обухваћене теме укључују сликарство, перспективу, воду и механику. - H (1493–94; 142 листа): Три џепне свеске повезане заједно. Расправља о еуклидској геометрији и дизајну материјала за цртање. - М (касне 1490-1500; 48 листова): Џепна свеска о геометрији, балистици и ботаници. - L (1497–1502; 94 листа): Свеска о војном инжењерству, коју је користио Леонардо када је био запослен код Чезара Борџије. - К (1503–1508; 128 листова): Три џепне свеске, углавном о геометрији. - I (1497–1505; 139 фолија): Две џепне свеске са белешкама о геометрији, архитектури, латиници, перспективи и пропорцијама за сликаре. - D (1508–09; 10 фолија са 20 цртежа): Расправља о теоријама визије. - F (1508–1513; 96 листова): Расправља о води, оптици, геологији и астрономији. - Е (1513–14; првобитно 96 листова): Расправља о тежинама и ефектима гравитације, изуму за исушивање Понтијских мочвара, геометрији, сликању и лету птица. - G (1510–1515; 93 листа): Првенствено расправља о ботаници. | 12 томова, овде наведених хронолошким редом: - B (1488–1490; 84 листа): Свеска која укључује дизајне летећих машина (укључујући „хеликоптер“), подморницу, централно планиране цркве и ратне машине. - C (1490–91; 28 листова. Недостаје један део.) Трактат о светлости и сенци; такође се расправља о току воде и удараљкама. - А (око 1492): Фрагмент већег рукописа. Обухваћене теме укључују сликарство, перспективу, воду и механику. - H (1493–94; 142 листа): Три џепне свеске повезане заједно. Расправља о еуклидској геометрији и дизајну материјала за цртање. - М (касне 1490-1500; 48 листова): Џепна свеска о геометрији, балистици и ботаници. - L (1497–1502; 94 листа): Свеска о војном инжењерству, коју је користио Леонардо када је био запослен код Чезара Борџије. - К (1503–1508; 128 листова): Три џепне свеске, углавном о геометрији. - I (1497–1505; 139 фолија): Две џепне свеске са белешкама о геометрији, архитектури, латиници, перспективи и пропорцијама за сликаре. - D (1508–09; 10 фолија са 20 цртежа): Расправља о теоријама визије. - F (1508–1513; 96 листова): Расправља о води, оптици, геологији и астрономији. - Е (1513–14; првобитно 96 листова): Расправља о тежинама и ефектима гравитације, изуму за исушивање Понтијских мочвара, геометрији, сликању и лету птица. - G (1510–1515; 93 листа): Првенствено расправља о ботаници. | 12 томова, овде наведених хронолошким редом: - B (1488–1490; 84 листа): Свеска која укључује дизајне летећих машина (укључујући „хеликоптер“), подморницу, централно планиране цркве и ратне машине. - C (1490–91; 28 листова. Недостаје један део.) Трактат о светлости и сенци; такође се расправља о току воде и удараљкама. - А (око 1492): Фрагмент већег рукописа. Обухваћене теме укључују сликарство, перспективу, воду и механику. - H (1493–94; 142 листа): Три џепне свеске повезане заједно. Расправља о еуклидској геометрији и дизајну материјала за цртање. - М (касне 1490-1500; 48 листова): Џепна свеска о геометрији, балистици и ботаници. - L (1497–1502; 94 листа): Свеска о војном инжењерству, коју је користио Леонардо када је био запослен код Чезара Борџије. - К (1503–1508; 128 листова): Три џепне свеске, углавном о геометрији. - I (1497–1505; 139 фолија): Две џепне свеске са белешкама о геометрији, архитектури, латиници, перспективи и пропорцијама за сликаре. - D (1508–09; 10 фолија са 20 цртежа): Расправља о теоријама визије. - F (1508–1513; 96 листова): Расправља о води, оптици, геологији и астрономији. - Е (1513–14; првобитно 96 листова): Расправља о тежинама и ефектима гравитације, изуму за исушивање Понтијских мочвара, геометрији, сликању и лету птица. - G (1510–1515; 93 листа): Првенствено расправља о ботаници. | 12 томова, овде наведених хронолошким редом: - B (1488–1490; 84 листа): Свеска која укључује дизајне летећих машина (укључујући „хеликоптер“), подморницу, централно планиране цркве и ратне машине. - C (1490–91; 28 листова. Недостаје један део.) Трактат о светлости и сенци; такође се расправља о току воде и удараљкама. - А (око 1492): Фрагмент већег рукописа. Обухваћене теме укључују сликарство, перспективу, воду и механику. - H (1493–94; 142 листа): Три џепне свеске повезане заједно. Расправља о еуклидској геометрији и дизајну материјала за цртање. - М (касне 1490-1500; 48 листова): Џепна свеска о геометрији, балистици и ботаници. - L (1497–1502; 94 листа): Свеска о војном инжењерству, коју је користио Леонардо када је био запослен код Чезара Борџије. - К (1503–1508; 128 листова): Три џепне свеске, углавном о геометрији. - I (1497–1505; 139 фолија): Две џепне свеске са белешкама о геометрији, архитектури, латиници, перспективи и пропорцијама за сликаре. - D (1508–09; 10 фолија са 20 цртежа): Расправља о теоријама визије. - F (1508–1513; 96 листова): Расправља о води, оптици, геологији и астрономији. - Е (1513–14; првобитно 96 листова): Расправља о тежинама и ефектима гравитације, изуму за исушивање Понтијских мочвара, геометрији, сликању и лету птица. - G (1510–1515; 93 листа): Првенствено расправља о ботаници. |
| Мадридски кодекс                                                                        | 1490s–1504 | Мадрид I и Мадрид II | | Национална библиотека Шпаније, Мадрид |
| Цртеж за ливење главе коња Сфорце (Madrid II.156v–157r)                                 | Два тома, поново откривена 1966: - I (1490-е): Углавном се бави науком о механизмима. - II (1503–04): Разни цртежи, укључујући мапе Арноа у вези са пројектом скретања његовог тока и белешке и цртеже који се односе на ливење Сфорциног споменика. | Два тома, поново откривена 1966: - I (1490-е): Углавном се бави науком о механизмима. - II (1503–04): Разни цртежи, укључујући мапе Арноа у вези са пројектом скретања његовог тока и белешке и цртеже који се односе на ливење Сфорциног споменика. | Два тома, поново откривена 1966: - I (1490-е): Углавном се бави науком о механизмима. - II (1503–04): Разни цртежи, укључујући мапе Арноа у вези са пројектом скретања његовог тока и белешке и цртеже који се односе на ливење Сфорциног споменика. | Два тома, поново откривена 1966: - I (1490-е): Углавном се бави науком о механизмима. - II (1503–04): Разни цртежи, укључујући мапе Арноа у вези са пројектом скретања његовог тока и белешке и цртеже који се односе на ливење Сфорциног споменика. |
| Кодекс Ешбурнем                                                                         | око 1492 | Ash.I. or B.N.2037 (formerly part of MS.B.); Ash.II or B.N.2038 (formerly part of MS.A.) | | Француски институт, Париз |
| Студије за централизовани план (Ash.I.5v)                                               | Два тома, извађена из париских рукописа А и Б и продата грофу од Ешбурнема, који их је вратио у Париз 1890. | Два тома, извађена из париских рукописа А и Б и продата грофу од Ешбурнема, који их је вратио у Париз 1890. | Два тома, извађена из париских рукописа А и Б и продата грофу од Ешбурнема, који их је вратио у Париз 1890. | Два тома, извађена из париских рукописа А и Б и продата грофу од Ешбурнема, који их је вратио у Париз 1890. |
| Кодекс лета птица                                                                       | dated 1505 | Turin | 18 | Библиотека Реале, Торино |
| Notes on the position of a bird in flight in relationship to the wind (Turin.8r)        | Првобитно део Париског рукописа Б; вероватно украо гроф Гуљелмо Либри око 1840–1847. | Првобитно део Париског рукописа Б; вероватно украо гроф Гуљелмо Либри око 1840–1847. | Првобитно део Париског рукописа Б; вероватно украо гроф Гуљелмо Либри око 1840–1847. | Првобитно део Париског рукописа Б; вероватно украо гроф Гуљелмо Либри око 1840–1847. |
| Кодекс Лестер                                                                           | 1506–1510 | Leic. | 72 | Приватна колекција, САД |
| Студије илуминације месеца (Leic.1A (1r))                                               | | | | |
| Кодекс Урбинас и Либро А                                                                | око 1530 | Urb. and L°A. | | Апостолска библиотека Ватикана, Ватикан |
|                                                                                         | Антологија Леонардових списа коју је након његове смрти саставио његов ученик Франческо Мелци. Скраћена верзија објављена је 1651. као трактат о сликарству (Trattato della Pittura). | | | |

## Изгубљена дела
| Sort alphabetically                                                                 | Sort by earliest possible date | Sort alphabetically | Последња позната локација |
| ----------------------------------------------------------------------------------- | --- | --- | --- |
| Адам и Ева(незавршено)                                                              | око 1460е – ране 1470е | Цртани акварел за таписерију | У збирци Отавијана де Медичија за Вазаријевог живота (1511–1574) |
| Цртеж Франческа ди Ђорђа Мартинија, вероватно заснован на Леонардовом цртаном филму | Детаљно описали Ђорђо Вазари и Аноним Гадијано. Сликана за краља Португала, била је у колекцији Отавијана де Медичија за Вазаријевог живота. Композиција је можда инспирисала цртеж Франческа ди Ђорђа Мартинија у галерији слика Христова црква у Оксфорду. | Детаљно описали Ђорђо Вазари и Аноним Гадијано. Сликана за краља Португала, била је у колекцији Отавијана де Медичија за Вазаријевог живота. Композиција је можда инспирисала цртеж Франческа ди Ђорђа Мартинија у галерији слика Христова црква у Оксфорду. | Детаљно описали Ђорђо Вазари и Аноним Гадијано. Сликана за краља Португала, била је у колекцији Отавијана де Медичија за Вазаријевог живота. Композиција је можда инспирисала цртеж Франческа ди Ђорђа Мартинија у галерији слика Христова црква у Оксфорду. |
| Змајев штит                                                                         | око 1472 | Осликан штит | Непознато |
|                                                                                     | Дело за малолетнике познато само из извештаја Ђорђа Вазарија и Анонима Гадијана. Вазари је навео да га је продао Леонардов отац Сер Пјеро да Винчи трговцима, који су га потом продали војводи од Милана. | | |
| Глава Медузе                                                                        | Рани рад | Уље на панелу | У колекцији Козима Медичија за Вазаријевог живота (1511–1574) |
|                                                                                     | Дело за малолетнике познато само из извештаја Ђорђа Вазарија. Једном се погрешно сматрало да је фламанска слика на ову тему од ц 1600 у Уфицију у Фиренци. | | |
| Олтарска пала Сан Бернардо (непознато)                                              | Пуштен у рад 10. јануара 1478 | Уље на панелу | Непознато |
|                                                                                     | Провизија за капелу у Palazzo della Signoria, Фиренца, додељена Леонарду 10. јануара 1478, али никада није завршена. Налог је првобитно био дат Пјеру дел Полајуолу 24. децембра 1477; његову прерасподелу је можда организовао Леонардов отац, који је био нотар Сињорије. Након што Леонардо није испунио налог, он је 20. маја 1483. дат Доменику Гиландају, али ни он није завршио посао. Понекад се погрешно каже да је Девица са дететом са свецима у Уфицију Филипина Липија дело које је коначно достављено у капелу, али ово је насликано за Sala dei Dugento (сала савета) палате. | | |
| Битка код Ангијарија                                                                | Пуштен у рад 4. маја 1504 | Мурал | Још увек видљив 1549. године |
| Копија Петера Паула Рубенса                                                         | Прекривен Вазаријевим фрескама, почевши од 1563. Остаци Леонардове фреске можда су откривени у Салоне деи Цинкуеценто. | Прекривен Вазаријевим фрескама, почевши од 1563. Остаци Леонардове фреске можда су откривени у Салоне деи Цинкуеценто. | Прекривен Вазаријевим фрескама, почевши од 1563. Остаци Леонардове фреске можда су откривени у Салоне деи Цинкуеценто. |
| Леда и Лабуд                                                                        | око 1504–1508 | Уљана слика | Забележио Касијано дал Поко у палати Фонтенбло 1625. |
| Копија Чезара да Сестог                                                             | | | |
| Анђео Благовести                                                                    | око 1510–1513 | Уљана слика | У палати војводе Козима де Медичија за време Вазаријевог живота (1511–1574) |
| Оваплоћени анђео, сатирична копија                                                  | Слику је описао Вазари. Цртеж је опстао међу студијама за битку код Ангијарија. Цртеж са леве стране, познат као Инкарнирани анђео, је сатирична копија Леонарда. | Слику је описао Вазари. Цртеж је опстао међу студијама за битку код Ангијарија. Цртеж са леве стране, познат као Инкарнирани анђео, је сатирична копија Леонарда.                                                                                            | Слику је описао Вазари. Цртеж је опстао међу студијама за битку код Ангијарија. Цртеж са леве стране, познат као Инкарнирани анђео, је сатирична копија Леонарда.                                                                                            |

## Спољашње њезе
- Leonardo's works on Universal Leonardo Архивирано на веб-сајту  (26. мај 2022)
- Leonardo's works on Web Gallery of Art
- The Codex Arundel Архивирано на веб-сајту  (13. јул 2019) on the British Library's Digitised Manuscripts Website
- Works by Leonardo on cavallinitoveronese.co.uk